# Verzeichnis der Burgerschaft der Stadt Bern

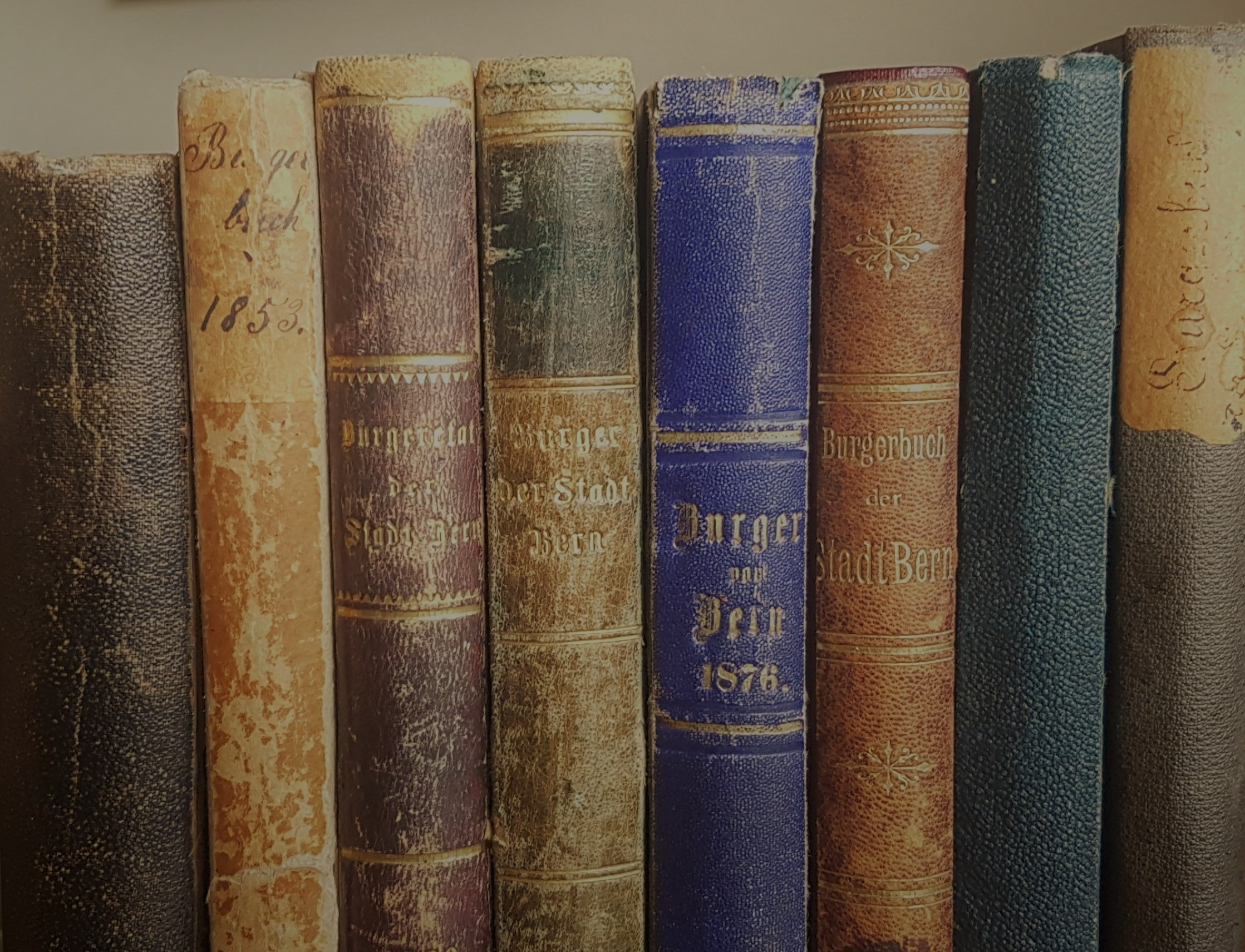
Burgerbücher des 19. Jahrhunderts

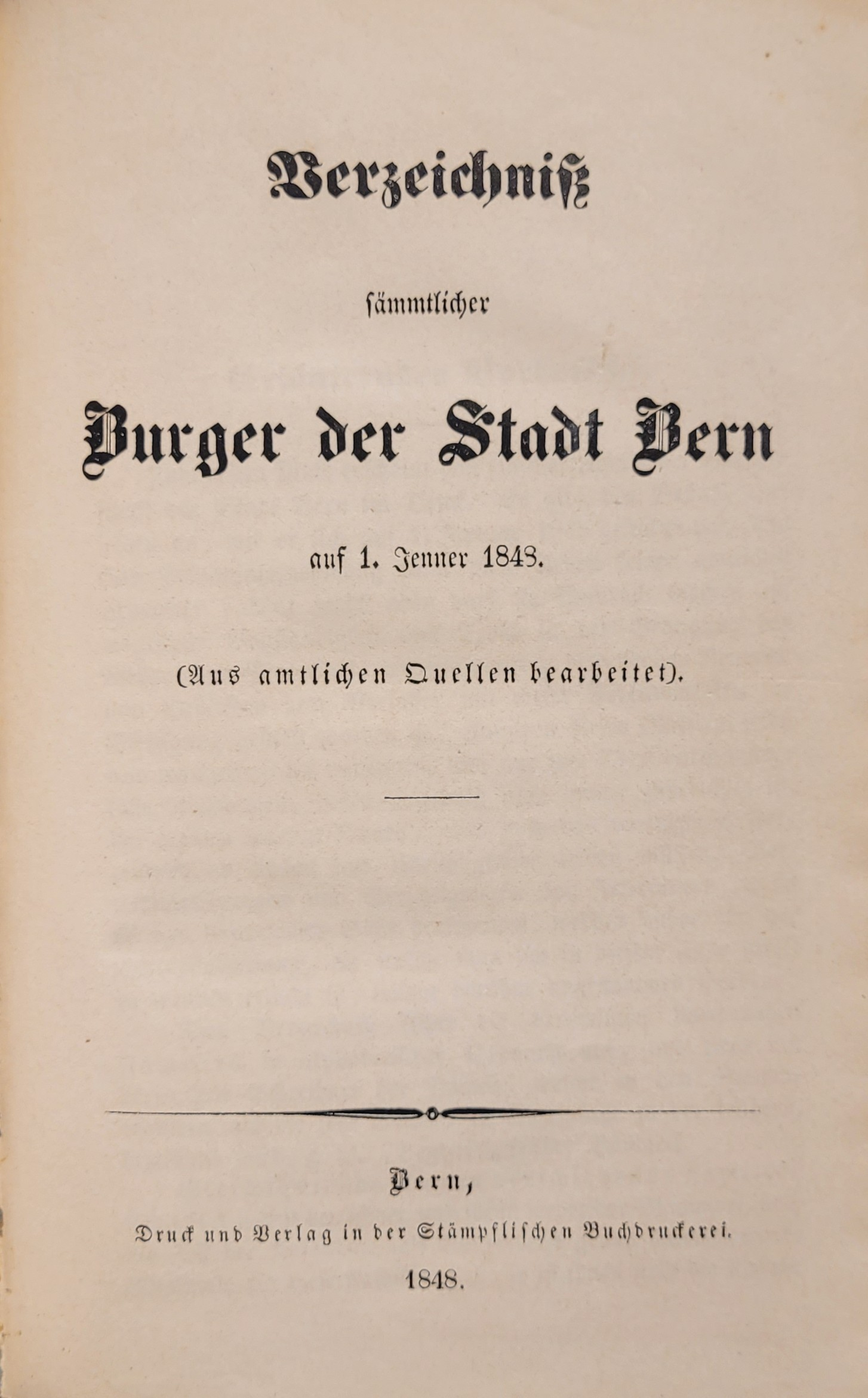
Titelblatt der ersten Ausgabe (1848)

Das Verzeichnis der Burgerschaft der Stadt Bern (Burgerbuch) ist das seit 1848 erscheinende Verzeichnis der Angehörigen der Burgergemeinde Bern.
Der Stämpfli Verlag gibt seit 1848 das nicht amtliche Verzeichnis der Burgerschaft der Stadt Bern heraus. Das sogenannte Burgerbuch erschien nach 1848 in folgenden Jahren: 1853, 1861, 1869, 1876, 1883, 1889, 1893, 1899, 1902, 1906, 1910, 1914, und seit 1920 alle fünf Jahre. Daneben sind jeweils Korrigenda erschienen.
Das im Buchhandel erhältliche Burgerbuch enthält das Geburtsjahr, Name und Vorname, Zivilstand, Beruf und Wohnort jeder Burgerin und jedes Burgers der Stadt Bern. Jeder Familienstamm ist mit Stammort und Datum der Einburgerung, sowie der Zugehörigkeit zu den Gesellschaften (Zünften) eingetragen. Die Redaktion gibt an, den kantonalen Datenschutz-Bestimmungen Rechnung zu tragen.
Das Burgerbuch wird in Teilen der Burgerschaft gerne als «Toggelibibel» bezeichnet.

## Digitalisate
- Verzeichniss sämmtlicher Burger der Stadt Bern auf 1. Jenner 1848. Aus amtlichen Quellen bearbeitet. Stämpfli, Bern 1848 (eingeschränkte Vorschau in der Google-Buchsuche [abgerufen am 25. Mai 2025]).
- Verzeichniss sämmtlicher Burger der Stadt Bern auf 1. Januar 1876. Aus amtlichen Quellen bearbeitet. Stämpfli, Bern 1876 (eingeschränkte Vorschau in der Google-Buchsuche [abgerufen am 25. Mai 2025]).
- Nachtrag zum Verzeichniss der Burger von Bern auf 1. Januar 1876. Vom 1. Januar bis 31. Dezember 1877. Stämpfli, Bern 1878 (eingeschränkte Vorschau in der Google-Buchsuche [abgerufen am 25. Mai 2025]).
- Verzeichniss sämmtlicher Burger der Stadt Bern auf 1. Januar 1883. Aus amtlichen Quellen bearbeitet. Stämpfli, Bern 1883 (eingeschränkte Vorschau in der Google-Buchsuche [abgerufen am 25. Mai 2025]).
- Verzeichniss sämmtlicher Burger der Stadt Bern auf 1. Januar 1889. Aus amtlichen Quellen bearbeitet. Stämpfli, Bern 1889 (eingeschränkte Vorschau in der Google-Buchsuche [abgerufen am 25. Mai 2025]).
- Verzeichnis sämtlicher Burger der Stadt Bern auf 1. Januar 1893. Aus amtlichen Quellen bearbeitet. Stämpfli, Bern 1893 (eingeschränkte Vorschau in der Google-Buchsuche [abgerufen am 25. Mai 2025]).